# Săpoca, Buzău
Săpoca este satul de reședință al comunei cu același nume din județul Buzău, Muntenia, România. Se află pe valea Slănicului, în Subcarpații de Curbură.